# Лучана Ламорджезе
Лучана Ламорджезе (італ. Luciana Lamorgese; нар. 11 вересня 1953, Потенца, Базиліката) — італійська державна службовиця і політична діячка, міністерка внутрішніх справ Італії з 2019 року.

## Біографія
З 1979 року працювала в системі Міністерства внутрішніх справ, в 1989 році призначена віцепрефекткою — інспекторкою, в 1994 році — віцепрефекткою, в 2003 році вперше отримала посаду префекта (в Італії — представник центрального уряду на місцях). 19 липня 2013 очолила канцелярію міністра внутрішніх справ Анджеліно Альфано.
27 січня 2017 року призначена префекткою Мілана.
4 вересня 2019 року одержала портфель міністра внутрішніх справ у другому уряді Джузеппе Конте.